# Pieterfaurea equicalceola
Pieterfaurea equicalceola är en korallart som beskrevs av Williams 2000. Pieterfaurea equicalceola ingår i släktet Pieterfaurea och familjen Nidaliidae. Inga underarter finns listade i Catalogue of Life.